# Belloniden
Die Belloniden, auf Katalanisch: Beŀlònides, waren eine gotisch-katalanische Dynastie, die vom Beginn des 9. Jahrhunderts bis 1327 im direkten Mannesstamm existierte.
Stammvater der Dynastie war der Gote Bello, der um das Jahr 800 als karolingischer Amtsgraf in Carcassonne überliefert ist. Seine Nachkommen hatten Grafschaften in der südfranzösischen Region des Languedoc (Carcassonne) und in Katalonien (Empúries) inne. Die Linie von Carcassonne stieg kurzzeitig zu Herzögen von Aquitanien auf, bevor sie im 10. Jahrhundert ausstarb. Die Linie von Empúries existierte bis 1327.
Der Begriff „Belloniden“ wurde schon in der älteren Forschung für diese Dynastie verwendet.

## Haus Barcelona
Besonders in der älteren Literatur wurde Bello auch als Stammvater des Hauses Barcelona anerkannt, indem ihm mit dem Grafen Sunifred I. von Barcelona ein vierter Sohn zugeschrieben wurde. Dessen Nachkommen dauerten bis zum Jahr 1410 im Mannesstamm fort und stellten die hochmittelalterlichen Könige von Aragón. Diese Annahme basiert auf einer Urkunde aus dem Jahr 879, in welcher Miró der Ältere, einer der Söhne Sunifreds, „in der Nachfolge seines Großvaters Bello“ (per successionem avi fui Bellone) genannt wird.
Die Annahme, dass Bello der agnatische Stammvater des Hauses Barcelona ist, wird allerdings zunehmend verworfen. Vielmehr wird er als Ahn in cognatischer, also in weiblicher Linie angenommen. Basis dieser Vermutung ist eine Urkunde Kaiser Ludwigs des Frommen aus dem Jahr 829, in welcher der fideli nostro Sunicfredo in den Besitzungen seines Vaters Bosrello bestätigt wird. Der Adressat dieser Urkunde wird jüngst als identisch mit dem Grafen Sunifred I. von Barcelona angesehen, welcher damit ein Sohn des Grafen Borrell von Osona gewesen war. Eine Verbindung Sunifreds mit Bello kann demnach nur durch seine Ehefrau Ermesende hergestellt werden, indem diese als Tochter des Grafen von Carcassonne in Frage käme, über welche die großväterliche Verwandtschaft Bellos mit Miró dem Älteren und dessen Brüdern hergestellt werden kann.